# Алмазное бурение

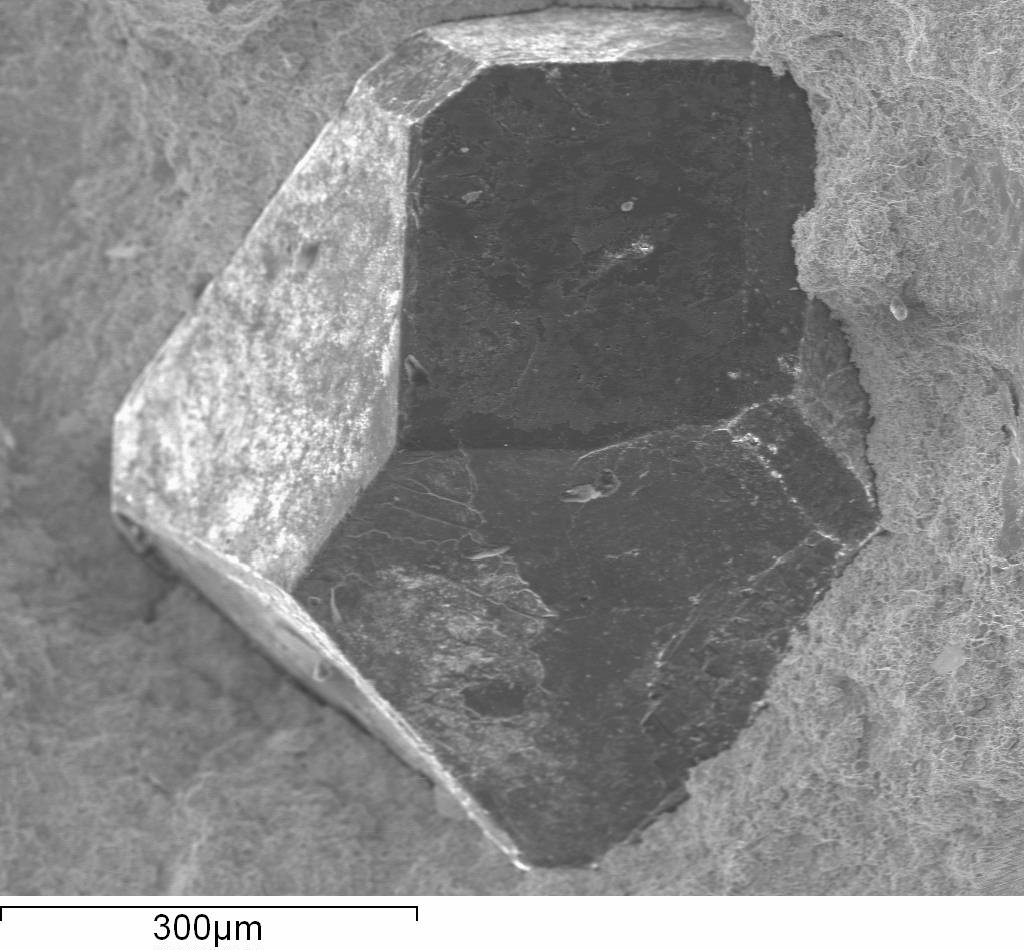
Макроснимок алмаза в буровой коронке

Алмазное бурение  — механическое вращательное бурение породоразрушающим инструментом, армированным алмазами. Широко используется при проведении геологоразведочных работ и добыче полезных ископаемых, также применяется в строительной отрасли.

## История

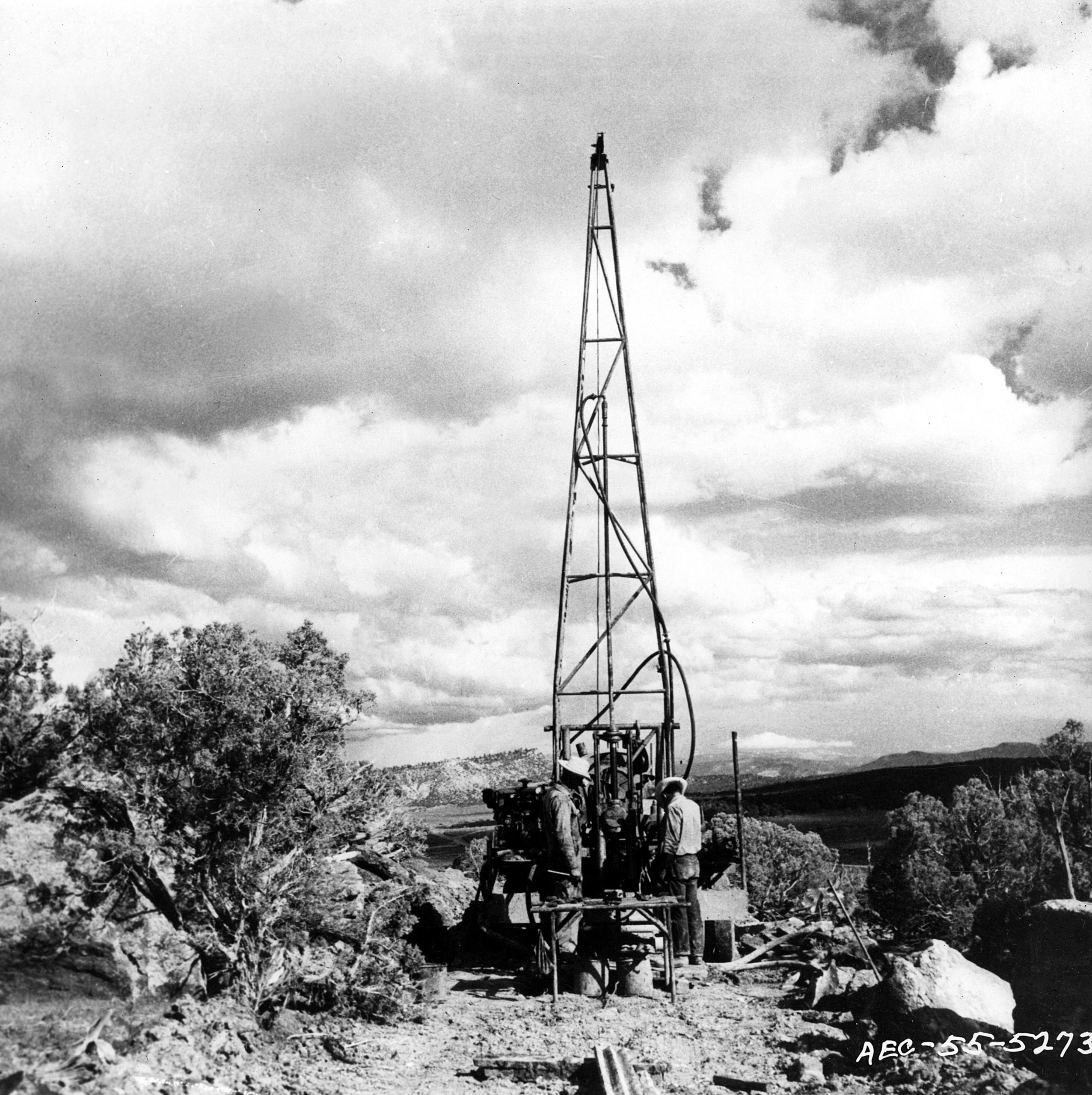
Алмазное бурение в 1955 году, США

Швейцарский часовщик Георг Лешо в 1862 году первым предложил армировать буровой инструмент алмазами, и создал первый алмазный бур. За счёт уникальных физических свойств алмаза изобретение позволило значительно увеличить производительность буровых установок для бурения шпуров при проходке туннеля Мон-Сени. Новые буровые станки с алмазным инструментом применялись в строительстве, горном деле и при разведке полезных ископаемых. 
В дальнейшем более широкое распространение алмазное бурение получило после синтезирования искусственных алмазов. Разработанная в 1939 году советским физиком О. И. Лейпунским теория превращения графита в алмаз была подтверждена в множестве лабораторий, сначала в 1953 году в Швеции, а затем в 1954 году в США.

## Алмазное бурение в строительстве
В строительстве и ремонте алмазное бурение (алмазное сверление) — технологический процесс создания цилиндрического отверстия в строительном материале (бетон, железобетон, кирпич, камень и др.) с применением алмазного инструмента. Оно применяется в строительстве для изготовления технологических отверстий при прокладке различных видов коммуникаций:
- систем водоснабжения, отопления, вентиляции, кондиционирования; канализационных и стоковых магистралей;
- электрических сетей, волоконно-оптических каналов передачи данных;
- взятия проб бетона в монолитных конструкциях; образцов в скальных породах;

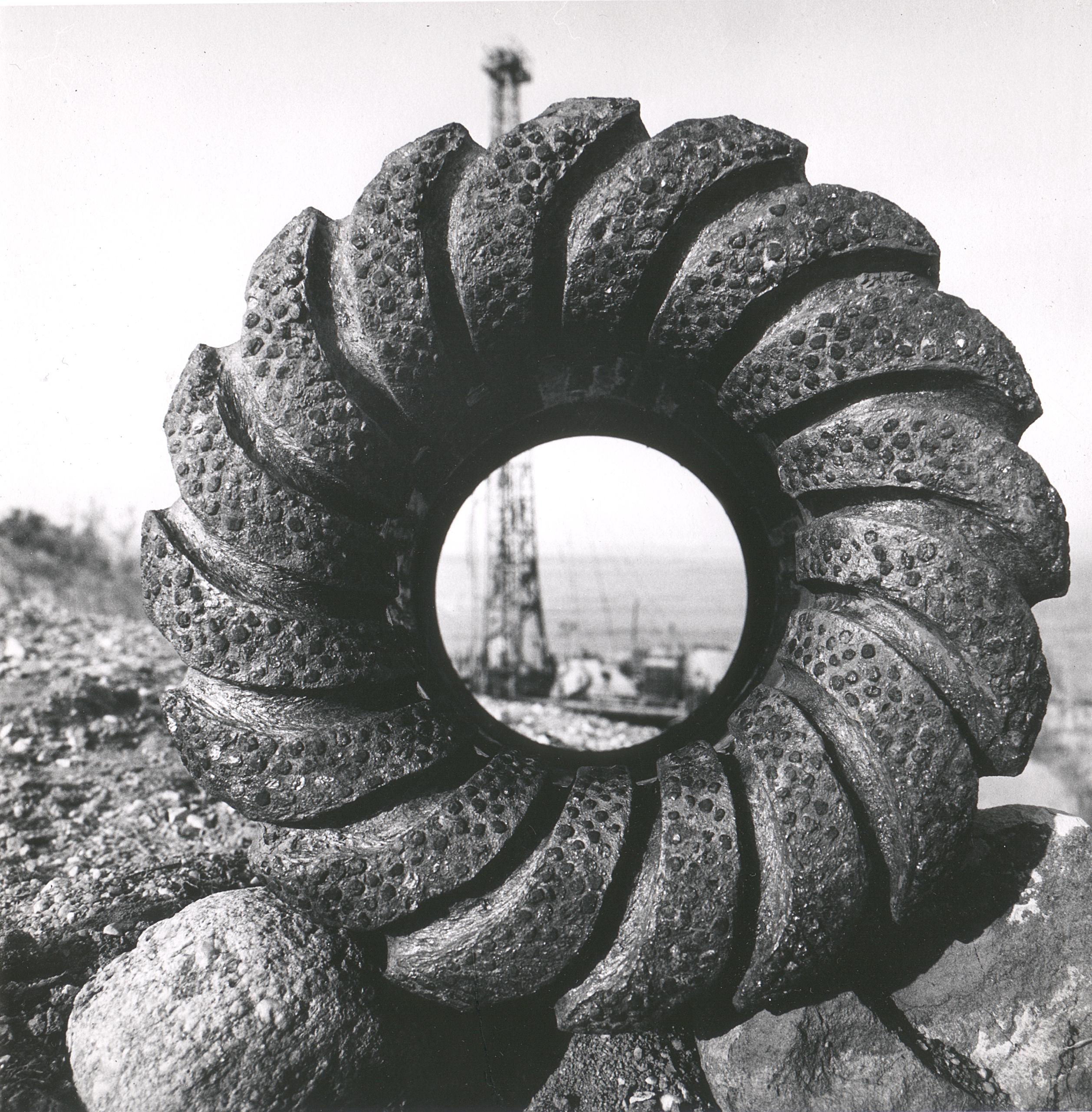
Алмазная буровая коронка

Технология алмазного бурения (сверления) широко применяется при изготовлении ниш в кирпичных и бетонных стенах, при резке проемов в капитальных стенах и перекрытиях. Она подразумевает применение специального оборудования: установки алмазного бурения и инструмента — алмазной коронки (колонкового бура).
Установка алмазного бурения — техническое устройство, состоящее из электрического или гидравлического бормотора и станины.
Гидравлические установки алмазного бурения предназначены для сверления отверстий больших диаметров и работают от гидравлических насосов для этих установок. Стоимость таких установок гораздо выше электрических установок алмазного бурения и требует специального обучения оператора алмазного бурения.

## См. также

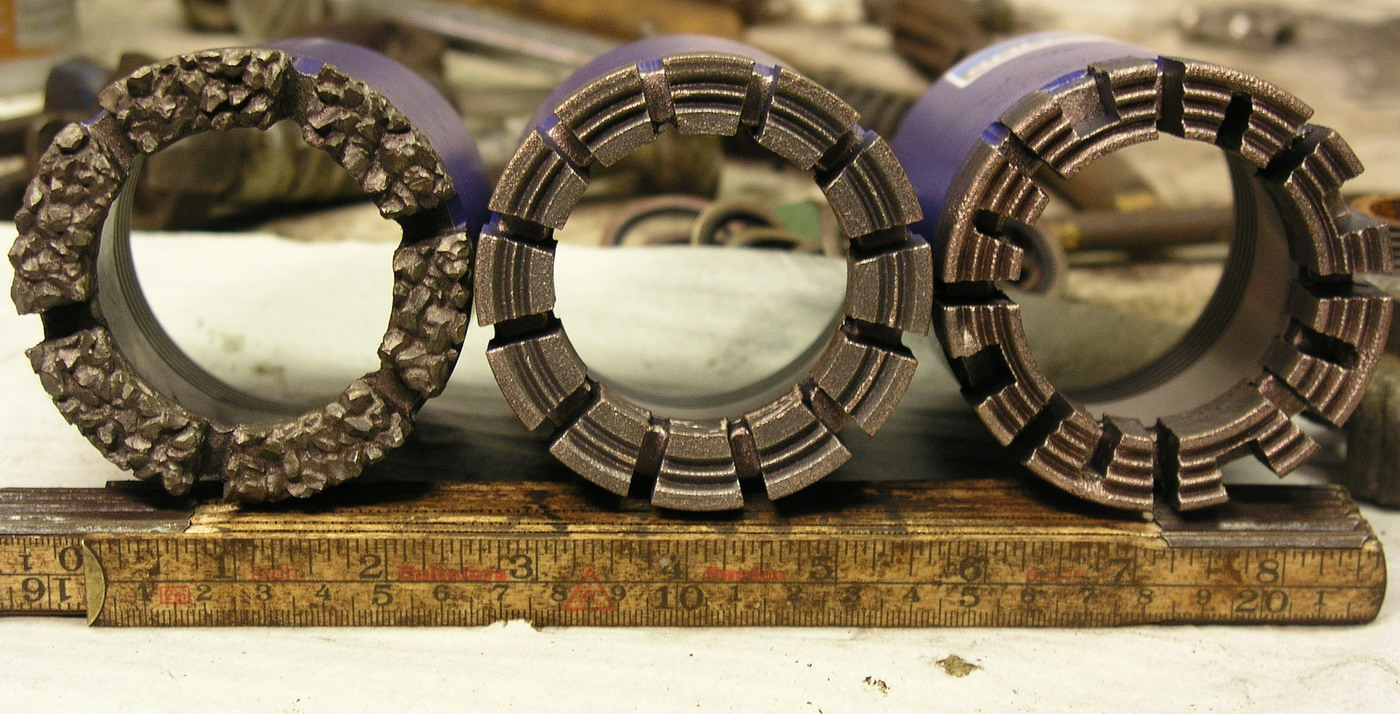
Алмазные буровые коронки